# Гарик Асса
Гарик Асса он же Гарик Горилла (Олег Коломейчук; 27 октября 1953, Хабаровск — 2 августа 2012, Москва) — советский и российский художник и модельер, негласный лидер авангардной советской моды 1980-х.

## Биография
Родился 27 октября 1953 года в Хабаровске, в семье художника и учительницы.
В 1984 году Гарик Асса приехал в Ленинград из Хабаровска.
Гарика Ассу считают одной из самых заметных фигур неофициальной художественной жизни Москвы и Петербурга, автором «стильных» образов художников и музыкантов того времени. Асса подбирал одежду для выступлений Жанне Агузаровой, сотрудничал с Виктором Цоем. Участвовал во многих перформансах «Поп-механики».
Основал авангардный дом моделей «Ай-да-люли».
В 2007 году Гарик Асса вёл на интернет-телеканале «Евразия-ТВ» свою авторскую передачу о подпольном искусстве и моде, о истории русского арт-сопротивления с 80-х по наши годы.
В декабре 2007 в Зверевском центре современного искусства открылась выставка «Последние романтики Советского Союза», составленная из работ, подаренных Гарику Ассе известными современными художниками.
Покончил жизнь самоубийством (повесился) 2 августа 2012 года в Москве. Похоронен на Перепечинском кладбище.
В октябре 2012 года был посмертно награждён премией «Соратник» в специальной номинации «Long Play».

## Цитаты
- «Гарик, как истинный артист, творил не картинки, а саму жизнь. И тем самым притягивал к себе лучших художников того времени, которые тоже, конечно, были заняты непрерывным процессом жизнетворчества, но умудрялись при этом ещё и что-то рисовать. Великий тусовщик протусовал по всем местам, где клубились самые передовые творцы того времени, — „Детскому саду“, Петлюровскому подворью, мастерским на Фурманном, Пушкинской, 10, в Питере, далее везде. Можно просто перечислить имена художников — друзей Гарика, которые в разное время дарили ему (или просто оставляли полежать) свои картины: Олег Котельников, Георгий Острецов, Николай Филатов, Борис Матросов, Инал Савченков, Аркадий Насонов, Никита Алексеев, Александр Петлюра, Константин Звездочетов, Константин Батынков. Третьяковка, Русский музей, новорусские коллекционеры, аукционы Sotheby’s и Christie’s рыдают от зависти — им такого не добыть ни за какие деньги»[7] — Андрей Ковалёв, 2007.
- «Самыми известными <сквотами-студиями> стали ленинградская галерея „АССА“ Тимура Новикова, „Зелёный театр“ Стаса Намина и, конечно, „Детский сад“ Гарика Ассы. Ключевым событием этого места стал показ авангардной моды с участием бельгийских модельеров. После публикаций в западной прессе власти закрыли „Детский сад“. Мода же никуда не исчезла, а только лишь „переехала“: Гарик обосновался в доме моделей „Ай-да-люли“, куда подтянулись самобытные стиль-мейкеры Катя Филиппова, Ирен Бурмистрова, Камиль Чалаев и другие творцы. Позже Гарик Асса передал свою коллекцию Александру Петлюре»[10] — Анастасия Орлова, 2011.
- «Основным лозунгом Дома моделей „Ай-да-люли“ стал девиз питерских некрореалистов „Безумный род людской, кривляйся и пляши“. А Олег Евгеньевич Котельников подарил другой: „Одежда — мой комплекс земной“. Начиналось действие со стихов Гора Чахала или Герман Виноградов потихонечку звенел своими конструкциями. И тут появлялись люди и устраивали хаос — „духи“ наводили порядок. Котельников иногда выступал в роли „русского духа“ с балалайкой, а я „китайского“ — с ломом. Девушки дефилировали. Буквально за пять-десять минут публика вводилась в ступор. На самом деле костюмы просто были красками в палитре художников.»[11] — Гарик Асса, 2010.
- «Вещи — они как краски. Краски для чего художнику нужны? Или кисти? Они для него инструмент. Вот и вещи для меня — инструмент. Ну и что с того, что нет больше Тишинки? Вещей сейчас навалом — даже больше, чем было. Но дело-то не в них. Главное — это вкус. Я сделал вытяжку из всех культур, создал квинтэссенцию свою алхимическую, добавив к западной моде нашу русскую бесшабашность. Конкурентов у меня не было и не будет никогда. С Готье мне, что ли, конкурировать? Или с Гальяно? Я тебя умоляю. Они бизнес делали, а мы просто резвились. Я не зарабатывал ни копейки, наоборот, тратил, на свои деньги всех одевал. Благо все стоило копейки. Многие вещи мне просто дарили. Дедушки-разведчики поумирали, а костюмы, сшитые для них на заказ, остались. И все это мы носили, всем видом показывая, что мы не какое-то быдло, а, так сказать, high intelligence. Впрочем, так оно и есть на самом деле.»[12] — Гарик Асса, 2010